# تانا (کانور)
تانا (به انگلیسی: Thana) یک منطقهٔ مسکونی در جنوب هند است که در کرالا، بخش کنور واقع شده‌است.